# Список рек Смоленской области
Реки Смоленской области относятся к бассейнам 3 главных рек: Днепра, Волги и Западной Двины.

## Характеристика рек
- Равнинный тип.
- Спокойное, не слишком быстрое течение (не более 0,5 м/с).
- Главные источники питания — талые снеговые воды, дождевые воды, родниковые воды.
- Наивысший уровень воды в реках — весной.
- Реки покрыты льдом примерно 5 месяцев в году. Ледостав обычно наблюдается в середине ноября, а вскрытие рек — в середине апреля. Половодье длится около 2 недель.

| # А Б В Г Д Е Ё Ж З И К Л М Н О П Р С Т У Ф Х Ц Ч Ш Щ Э Ю Я |

## А
- Аржать[1][2] (Ржать, Чичатка)[1] — протяжённость 46 км[3], приток Чичатки[1][3], бассейн Западной Двины.

## Б
- Березина — протяжённость 63 км, приток Днепра, бассейн Днепра[4].
- Березина — протяжённость 31 км, приток Сожо, бассейн Днепра[4].
- Беседь — протяжённость 261 км, приток Сожа[5], бассейн Днепра[6].
- Большая Костря — протяжённость 39 км, приток Осьмы, бассейн Днепра[7].
- Большая Присмара — протяжённость 41 км, приток Десны, бассейн Днепра[7].
- Большой Вопец — протяжённость 75 км, приток Днепра, бассейн Днепра[7]

## В
- Вазуза[8] — протяжённость 162 км[9], приток Волги[10][11], бассейн Волги[12][13].
- Ведоса — протяжённость 32 км, приток Вопи, бассейн Днепра[13].
- Велица — протяжённость 28 км, приток Царевича, бассейн Днепра[13].
- Вержа — протяжённость 37 км[14], приток Днепра, бассейн Днепра.
- Вихра — протяжённость 158 км, приток реки Сож, бассейн Днепра[15][16][17].
- Волоста — протяжённость 63 км, приток Угры, бассейн Оки[12][18][19].
- Волость — протяжённость 40 км, приток Днепра, бассейн Днепра[20].
- Вопец — протяжённость 74 км, приток Днепра, бассейн Днепра.
- Вопь — протяжённость 158 км, приток Днепра, бассейн Днепра[12][21][22].
- Ворона — протяжённость 59 км, приток Угры, бассейн Волги[12][23][24].
- Вороница — протяжённость 74 км, приток Ипутя, бассейн Днепра[25].
- Воря — протяжённость 153 км, приток Угры[26], бассейн Волги[27][28].
- Вотря — протяжённость 78 км, приток Вопи, бассейн Днепра[29].
- Вязьма[30] — протяжённость 147 км, приток Днепра, бассейн Днепра[31].
- Вятша — протяжённость 32 км, приток Каспли, бассейн Западной Двины[20].

## Г
- Гжать[32] — протяжённость 67 км[33], приток Вазузы, бассейн Волги[34][35].
- Гобза — протяжённость 95 км, приток Каспли[36], бассейн Западной Двины[35].
- Гордота — протяжённость 37 км, приток Угры, бассейн Волги[35][37].
- Городня — протяжённость 45 км, приток Вихры, бассейн Днепра[38].

## Д
- Десна — протяжённость 1130 км, приток Днепра, бассейн Днепра.
- Днепр — протяжённость 2201 км.
- Добрея — протяжённость 15 км, приток Вори, бассейн Волги[39].
- Дыма[40] — протяжённость 33 км, приток Днепра, бассейн Днепра[41].

## Е
- Ельша — протяжённость 68 км, приток Межи, бассейн Западной Двины[42][43][44].

## Ж
- Жереспея — протяжённость 81 км, приток Каспли, бассейн Западной Двины[45].
- Жижала — протяжённость 64 км, приток Угры, бассейн Волги[31][45][46][47].

## З
- Западная Двина — протяжённость 1020 км

## И
- Ипуть[48][49][50] — протяжённость 437 км, приток Сожа, бассейн Днепра[51][52][53].

## К
- Касня — протяжённость 107 км, приток Вазузы, бассейн Волги[54][55][56].
- Каспля[57] — протяжённость 136 км, приток Каспли, бассейн Западной Двины[58][59][60].
- Катынь — протяжённость 5 км, правый приток Днепра, бассейн Днепра.
- Клёц — протяжённость 31 км, приток Каспли, бассейн Западной Двины[61][62].
- Кокошь — протяжённость 32 км, приток Вопи, бассейн Днепра[63].
- Колодня — протяжённость 34 км, приток Днепра, бассейн Днепра.

## Л
- Лойна — протяжённость 20 км, приток Клёца, бассейн Западной Двины.
- Лойня[64] — протяжённость 34 км, приток Царевича[65], бассейн Днепра.
- Лосвинка — протяжённость 34 км, приток Днепра, бассейн Днепра[65].
- Лосьмёна — протяжённость 38 км, приток Днепра, бассейн Днепра[65].
- Лосмина — протяжённость 49 км, приток Вазузы, бассейн Волги[66][67][68].
- Лупа — протяжённость 40 км, приток Мереи, бассейн Днепра[69].
- Лущенка — протяжённость 27 км, приток Жереспеи, бассейн Западной Двины[69].

## М
- Малая Березина — протяжённость 43 км, приток Березины, бассейн Днепра[70].
- Малая Воря — протяжённость 22 км, приток Вори, бассейн Волги[71].
- Малый Вопец — протяжённость 52 км, приток Днепра, бассейн Днепра[70][72].
- Мерея — протяжённость 67 км, приток Днепра, бассейн Днепра[70].
- Молоховка — протяжённость 53 км, приток Вихры, бассейн Днепра[73].
- Мошна — протяжённость 27 км, приток Сожа, бассейн Днепра[73].

## Н
- Нагать — протяжённость 26 км, приток Днепра, бассейн Днепра[74].
- Немощенка — протяжённость 46 км, приток Днепра, бассейн Днепра[74].

## О
- Обша — протяжённость 153 км, приток Межи, бассейн Западной Двины[75][76][77].
- Ольша — протяжённость 23 км, приток Каспли, бассейн Западной Двины[78].
- Ополенка — протяжённость 31 км, приток Жереспеи, бассейн Западной Двины[79].
- Орлея — протяжённость 34 км, приток Днепра, бассейн Днепра[80].
- Острик[81] — протяжённость 34 км, приток Остёра, бассейн Днепра[82][83].
- Остёр — протяжённость 274 км, приток Сожа, бассейн Днепра[84][85][86][87].
- Осуга — протяжённость 100 км, приток Вазузы, бассейн Волги[88][89][90].
- Осьма — протяжённость 104 км, приток Днепра, бассейн Днепра[91].

## П
- Перемча — протяжённость 25 км, приток Днепра, бассейн Днепра.

## Р
- Рутавечь — протяжённость 45 км, приток Каспли, бассейн Западной Двины.

## С
- Света — протяжённость 33 км, приток Вопи, бассейн Днепра[92].
- Сдобенка — приток Хмары, бассейн Днепра.
- Сежа — протяжённость 66 км, приток Касни, бассейн Волги[93].
- Сож — протяжённость 648 км, приток Днепра, бассейн Днепра.
- Соженка — протяжённость 44 км, приток Сожа, бассейн Днепра[94][95].
- Соля — протяжённость 67 км, приток Днепра, бассейн Днепра[94].
- Стабна — протяжённость 27 км, приток Днепра, бассейн Днепра[94].
- Стометь — протяжённость 61 км, приток Остёра, бассейн Днепра[94].
- Стряна — протяжённость 42 км, приток Десны, бассейн Днепра[95][96][97].

## У
- Угра — протяжённость 339 км, приток Оки, бассейн Волги.
- Удра — протяжённость 27 км, приток Клёца, бассейн реки Западная Двина[97][98].
- Ужа — протяжённость 73 км, приток Днепра, бассейн Днепра[98][99].
- Упокой — протяжённость 31 км, приток Вихры, бассейн Днепра[98].
- Устром — протяжённость 60 км, приток Днепра, бассейн Днепра[100][101].

## Х
- Хмара — протяжённость 82 км, приток Сожа, бассейн Днепра[102].
- Хмость — протяжённость 111 км, приток Днепра, бассейн Днепра[103][104].

## Ц
- Царевич — протяжённость 96 км, приток Вопи, бассейн Днепра[105][106].

## Я
- Яблоня — протяжённость 51 км, приток Лосмины, бассейн Волги[107][108].
- Яуза — протяжённость 71 км, приток Гжати, бассейн Волги[108][109][110].